# Француженка и любовь
«Француженка и любовь» (фр. La Française et l'Amour) — французский фильм, вышедший в 1960 году.
Фильм состоит из семи историй о французской женщине и любви, снятых семью режиссёрами.
В фильме снимались такие знаменитые актёры как: Клод Риш, Анни Жирардо, Робер Ламурё, а также Ив Робер, Жан-Поль Бельмондо, Мишель Серро.

## Сюжет

### 1.Детство/ L’Enfance
- Съёмочная группа:
  - Режиссёр — Анри Декуэн
  - Сценарий — Фелисьен Марсо
  - Диалоги — Фелисьен Марсо
  - Композитор — Жозеф Косма
- В ролях:
  - Пьер-Жан Вайар[фр.] — месье Еген Базуш
  - Жаклин Порель[фр.] — мадам Базуш
  - Дарри Коул — профессор Дюфьё
  - Ноэль Роквер — полковник Шапп
  - Жак Дюби[фр.] — Виктор
  - Полетт Дюбо — мадам Тронш
  - Мишлин Дакс[фр.] — мадемуазель Лулу

Жизель Базуш в возрасте девяти лет спрашивает у своих родителей, как появляются дети. Не зная, что ей ответить, они будут настойчиво просить помощи у нескольких арендаторов: у проститутки, полковника и преподавателя …

### 2.Юность/ L’Adolescence
- Съёмочная группа:
  - Режиссёр — Жан Деланнуа
  - Сценарий — Луиза де Вильморен
  - Диалоги — Луиза де Вильморен
  - Композитор — Поль Мисраки
- В ролях:
  - Софи Десмаре[фр.] — Люсьенна Мартен, мать
  - Пьер Монди — Эдуард Мартен, отец
  - Анни Синилья[фр.] — Бишетт Мартен, дочь
  - Роже Пьер[фр.] — очаровательный принц
  - Симона Пари[фр.] — дама на вечеринке
  - Жан Десайи — голос диктора

Девушка флиртует с поклонниками. Родители стараются помочь ей найти верный путь.

### 3.Девичество/ La Virginité
- Съёмочная группа:
  - Режиссёр — Мишель Буарон
  - Сценарий — Аннетт Вадман[фр.]
  - Диалоги — Аннетт Вадман[фр.]
  - Композитор — Жан Константен[фр.]
- В ролях:
  - Валери Лагранж[фр.] — Жинетт
  - Пьер Майкл[фр.] — Франсуа
  - Николь Шолле[фр.] — мать Жинетт
  - Шарль Буйо[фр.] — хозяин гостиницы
  - Паскаль Маззотти[фр.] — парикмахер
  - Пол Бонифас[фр.] — отец Жинетт

Молодой человек Франсуа хочет провести ночь со своей невестой. Но девушка не решается, так как хочет сначала стать его женой. Франсуа решает подождать.

### 4.Брак/ Le Mariage
- Съёмочная группа:
  - Режиссёр — Рене Клер
  - Сценарий — Рене Клер
  - Диалоги — Рене Клер
  - Композитор — Jacques Météhen
- В ролях:
  - Клод Риш — Шарль, жених
  - Мари Жозе Нат — Лин, невеста
  - Ив Робер — усатый
  - Жак Фабри[фр.] — носильщик SNCF
  - Жак Марен — контролёр SNCF
  - Лилиан Патрик[фр.] — дама с сигаретой
  - Альбер Мишель[фр.] — священник в поезде
  - Ален Буветт[фр.] — фотограф
  - Эдуард Франком[фр.] — бородатый путешественник в поезде

На поезде, который их увозит в свадебное путешествие, новобрачные Лин и Шарль начинают ссориться из-за грешков и устраивают сцены ревности.

### 5.Измена/ L’Adultère
- Съёмочная группа:
  - Режиссёр — Анри Верней
  - Сценарий — Франс Рош
  - Диалоги — Мишель Одиар
  - Композитор — Норбер Гланцберг
- В ролях:
  - Дани Робен — Николь
  - Поль Мерисс — Жан-Клод
  - Жан-Поль Бельмондо — Жиль
  - Клод Пьеплю[фр.] — месье Бертон-Мерсак, предприниматель
  - Бернард Мюссон — офицер
  - Алиса Кесслер — возлюбленная Жан-Клода
  - Эллен Кесслер — возлюбленная Жан-Клода

Николь разочаровывается в её муже Жан-Клоде. Она начинает флиртовать с Жилем, молодым ухажёром. Жан-Клод случайно узнаёт про их отношения и собирается это прекратить.

### 6.Развод/ Le Divorce
- Съёмочная группа:
  - Режиссёр — Кристиан-Жак
  - Сценарий — Шарль Спаак
  - Диалоги — Шарль Спаак
  - Композитор — Анри Кролла[фр.]
- В ролях:
  - Франсуа Перье — Мишель
  - Анни Жирардо — Даниэль
  - Дэниз Грей — мать Даниэль
  - Жан Пуаре — адвокат
  - Мишель Серро — адвокат
  - Франсис Бланш — судья Маркеру
  - Альфред Адам[фр.] — друг Мишеля
  - Жорж Шамара[фр.] — судья

Даниэль и Мишель разводятся, обещая остаться в дружеских отношениях.

### 7. Одинокая женщина / La Femme seule
- Съёмочная группа:
  - Режиссёр — Жан-Поль Ле Шануа
  - Сценарий — Жан-Поль Ле Шануа по рассказу Марселя Эме
  - Диалоги — Жан-Поль Ле Шануа
    - Композитор — Жорж Делерю
- В ролях:
  - Робер Ламурё — Дезире
  - Мартин Кароль — Элиан
  - Сильвия Монфор[фр.] — Жильберта
  - Симона Ренан — адвокат
  - Роберт Роллис[фр.] — игрок в пинг-понг
  - Сюзанн Ниветт[фр.] — мадемуазель Маньобуа

Мошенник Дезире пользуется своими талантами соблазнителя, чтобы обольстить три одиноких женских сердца.